# Per Pehrsson
Petrus (Per) Pehrsson (i riksdagen kallad Pehrsson i Österby, senare Pehrsson i Göteborg), född 30 september 1867 i Åby under Sofiedal, Valbo socken, Gävleborgs län, död 21 februari 1953 i Annedal, Göteborg, var en svensk präst och riksdagsman.
Pehrsson avlade teoretisk teologisk examen vid Uppsala universitet 1889 och praktisk teologisk examen 1890. Han prästvigdes för Uppsala ärkestift sistnämnda år och blev brukspredikant vid Österby bruk 1894. Pehrsson blev därefter kyrkoherde i Carl Johans församling i Göteborg 1908, teologie doktor vid Augustana College 1915 samt prost 1929. Han var även sekreterare i Allmänna svenska prästföreningens centralstyrelse från 1927 och verkade dessutom i Lutherska världskonventet, i Stiftelsen Lützenfonden, Riksföreningen för svenskhetens bevarande i utlandet, Nationalföreningen mot emigrationen och innehade även ett flertal kommunala uppdrag i Göteborg. Som riksdagsledamot för högern i andra kammaren 1906–1908 (invald i Olands härads valkrets) och från 1921 till 1936 (invald i Göteborgs stads valkrets) var han ledamot av Konstitutionsutskottet och från 1925 sakkunnig i en rad kyrkliga och sociala lagstiftningsfrågor. I riksdagen skrev han 66 egna motioner, många om kyrkliga och etiska frågor, t ex äktenskapets ingående, utomäktenskapliga barns och deras mödrars rätt gentemot barnafadern samt prästs rätt att vägra viga frånskild under andra makens livstid. Andra motioner gällde utbildningsväsendet, arbetsförmedling för utlandssvenskar och försvarsfrågor.
Pehrsson skrev bland annat boken Armenierna och deras nöd (1896) om massakrerna på armenier i osmanska riket i slutet av 1800-talet och Ur Österby bruk och vallonernas krönika (1899).
Per Pehrssons far, född 1835 i Östanbjörke, Sunne socken, Värmland, var vid hans födelse bokbinderiarbetare, senare kolportör, från 1874 bokhandlare i Gävle och predikant. 
Han var gift med Elin Rodhe, dotter till Bengt Carl Rodhe, och de fick sex barn. Bland dessa märks Torgny Bondestam.